# Caberea climacina
Caberea climacina är en mossdjursart som beskrevs av Ortmann 1890. Caberea climacina ingår i släktet Caberea och familjen Candidae. Inga underarter finns listade i Catalogue of Life.